# Edmond (film, 2019)
Pour les articles homonymes, voir Edmond.
Pour plus de détails, voir Fiche technique et Distribution.
Edmond est une comédie dramatique française écrite et réalisée par Alexis Michalik, sortie en 2019. Le scénario original a d'abord été adapté au théâtre dans une pièce éponyme, créée en 2016 au théâtre du Palais Royal,, avant de pouvoir monter le long-métrage grâce au succès de la pièce.

## Synopsis
En 1897, à Paris, le jeune Edmond Rostand (Thomas Solivérès) n'a rien écrit depuis deux ans lorsqu'il propose un rôle au célèbre Constant Coquelin (Olivier Gourmet). Le seul problème est que la pièce n'est pas écrite, il n'a que le titre : Cyrano de Bergerac. Entre les histoires d'amour de son meilleur ami, les caprices des actrices, la jalousie de sa femme et le manque d'enthousiasme de son entourage, Edmond se met à écrire cette pièce à laquelle personne ne croit. Mais progressivement, porté par l'inspiration, le jeune écrivain mettra tout en œuvre pour donner naissance à un chef-d'œuvre.

## Fiche technique
Sauf indication contraire ou complémentaire, les informations mentionnées dans cette section peuvent être confirmées par la base de données Unifrance
- Titre original : Edmond
- Réalisation : Alexis Michalik
- Scénario et dialogues : Alexis Michalik
- Production : Ilan Goldman, Benjamin Bellecour, Serge de Poucques, Sidonie Dumas
- Photographie : Giovanni Fiore Coltellacci
- Son : Antoine Deflandre, Niels Barletta et Frédéric Demolder
- Montage : Anny Danché et Marie Silvi
- Direction artistique : Franck Schwarz et Gilles Iscan
- Costumes : Thierry Delettre
- Musique : Romain Trouillet
- Maître d'armes : François Rostain
- Sociétés de production : Légende Films ; Gaumont, France 2 Cinéma, Ezra, Rosemonde Films et C2M Productions (coproductions) ; Nexus Factory et Umedia (coproductions étrangères)
- Sociétés de distribution : Gaumont (France) ; Athena Films (Belgique), A-Z Films (Canada), Impuls Pictures (Suisse romande) et Roadside Attractions (USA)
- Budget : 8 500 000 euros [3]
- Pays d’origine :  France,  Belgique
- Langues originales : français, russe
- Format : couleur — 2,39:1 — DCP
- Genres : comédie dramatique, historique, biographie
- Durée : 109 minutes
- Dates de sortie :
  - Belgique, France, Suisse romande : 9 janvier 2019
  - Québec : 8 février 2019

## Distribution
- Thomas Solivérès : Edmond Rostand
- Olivier Gourmet : Constant Coquelin (Cyrano)
- Mathilde Seigner : Maria Legault
- Tom Leeb : Leo Volny (Christian)
- Lucie Boujenah : Jehanne d'Alcy (nom du rôle : Jeanne, Roxane)
- Alice de Lencquesaing : Rosemonde Gérard, l'épouse d'Edmond
- Clémentine Célarié : Sarah Bernhardt
- Igor Gotesman : Jean Coquelin
- Dominique Pinon : Lucien, le régisseur
- Simon Abkarian : Ange Floury
- Marc Andreoni : Marcel Floury
- Jean-Michel Martial : Monsieur Honoré
- Alexis Michalik : Georges Feydeau
- Benjamin Bellecour : Georges Courteline
- Olivier Lejeune : le vieux cabot (Carbon / De Guiche)
- Antoine Duléry : le comédien arrogant (Le Bret / Lignières)
- Guillaume Bouchède : le comédien sceptique
- Pascal Zelcer : le costumier du théâtre du Palais-Royal
- Nicolas Briançon : Jules Claretie, l'administrateur de la Comédie-Française
- Blandine Bellavoir : Suzon
- Jeanne Arènes : Jacqueline
- Lionel Abelanski : l'huissier
- Marc Citti : Hippolyte, le réceptionniste de l'hôtel d'Issoudun
- Dominique Besnehard : le directeur du théâtre de la Renaissance
- Bernard Blancan : le client raciste
- Micha Lescot : Anton Tchekhov
- Sophie de Furst : la collègue de Jeanne
- Maud Baecker : la serveuse du Moulin-Rouge
- Michel Derville : Antoine Lumière
- Arnaud Dupont : Georges Méliès
- Martin Veliky : Constantin Stanislavski
- Hélène Babu : la mère de Rose

## Production
Le projet initial d'Alexis Michalik pour Edmond est bien d'en faire un film, et c'est seulement faute de trouver un réalisateur intéressé par son œuvre qu'il s'est tourné vers le théâtre. C'est le considérable succès de la pièce qui lui a permis d'accomplir ce projet cinématographique,.
Pendant la préproduction, le réalisateur s’entoure, notamment, de Benjamin Bellecour, Simon Abkarian et Marc Citti qui ont déjà joué avec lui dans la série Kaboul Kitchen.
Le tournage a lieu du 8 janvier au 6 mars 2018 en République tchèque, précisément à Prague et à Karlovy Vary ainsi qu'au cloître de l'Abbaye Saint-Pierre à Moissac pour la séquence des derniers moments de Cyrano.

### Bande originale
1. Prologue - 0:54
2. Edmond Rostand - 2:27
3. Descriptif - 1:28
4. La brasserie Honoré - 1:35
5. French Cancan - 1:53
6. Rue de Montpensier - 0:53
7. Le balcon - 1:01
8. Coq embobine les deux corses - 1:06
9. J'ai rencontré l'inspiration - 1:14
10. Espièglerie - 0:43
11. La pièce va se faire - 3:59
12. En route pour Issoudun - 1:14
13. Rosemonde et les lettres - 1:49
14. Nini peau d'chien - 2:48
15. Acte cinq - 1:17
16. L'amour impossible - 2:19
17. Dio vi salve regina - 0:47
18. Le Boléro - 8:11
19. La première - 3:03
20. L'arbre - 0:47
21. Le crépuscule - 2:40
22. Mon panache - 1:19
23. Derrière le rideau - 3:40

## Accueil

### Sorties
Le film sort le 9 janvier 2019 en Belgique, en France et en Suisse romande. Il sort également le 8 février 2019 au Québec.
En Espagne et en Amérique hispanique, le film, sorti en 2019, est titré Cyrano mon amour, retraduction du titre anglophone Cyrano, My Love. Le titre allemand est Vorhang auf für Cyrano (rideau pour Cyrano).

### Critiques
Le film dispose d'une note moyenne de 3,6 de la part de la presse sur Allociné, et de 4,4 pour les spectateurs.

## Distinctions

### Récompenses
- Festival du film de Sarlat 2018 :
  - Salamandre d'or
  - Prix du public
  - Prix des lycéens
  - Prix du Jury Jeunes

### Nominations
- César 2020 :
  - Meilleurs costumes
  - Meilleurs décors
- Globes de cristal (arts et culture) 2020[11] : 
  - Meilleur acteur de comédie : Olivier Gourmet
  - Meilleur film de comédie : Alexis Michalik